# Dieceza de Münster
Dieceza de Münster (în latină Dioecesis Monasteriensis) este una din cele douăzecișișapte episcopii ale Bisericii Romano-Catolice din Germania, cu sediul în orașul Münster. Dieceza de Münster se află în provincia mitropolitană a Arhidiecezei de Köln.

## Istoric
Mănăstirea care a dat numele orașului a fost fondată în anul 793 de împăratul Carol cel Mare, imediat după războiul cu saxonii. În anul 799 papa Leon al III-lea a înființat Episcopia de Münster (Dioecesis Monasteriensis), cu nucleul în mănăstirea respectivă. Primul episcop a fost un anume Ludger, iar dieceza a devenit sufragană a Arhiepiscopiei de Köln. În secoul al XVI-lea episcopia și-a micșorat foarte mult teritoriul, ca urmare a răspândirii Reformei Protestante.
În anul 1803 teritoriile episcopiei de Münster au fost în mare parte secularizate sau încorporate altor episcopii. Unul din cei mai însemnați episcopi de Münster a fost cardinalul Clemens August von Galen, un opozant proeminent contra politicii lui Adolf Hitler.